# Maison de Kamehameha
La maison de Kamehameha (en prononciation hawaïenne : /kəmehəˈmɛhə/) est la famille royale fondatrice du royaume d'Hawaï, créée par le premier monarque de l'Archipel, Kamehameha Ier, et qui règne sur Hawaï entre 1810 et 1874.
Les six premiers souverains successifs d'Hawaï appartiennent à cette dynastie qui s'éteint après la mort sans descendance de son dernier représentant, Lunalilo.

## Histoire

### Fondation

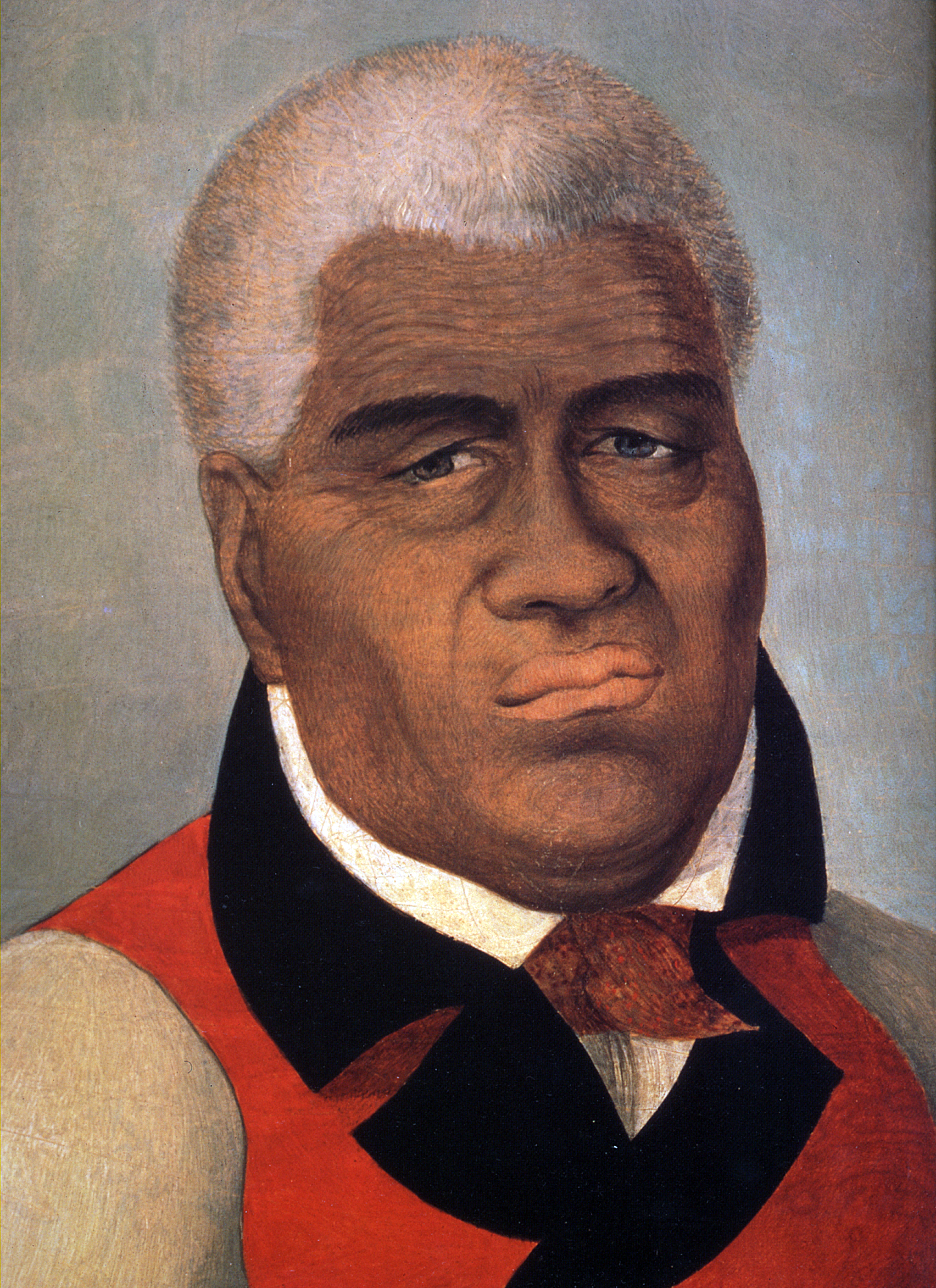
Kamehameha Ier, premier roi d'Hawaï et fondateur de la dynastie.

En 1810, après plusieurs années de conflits, le roi Kamehameha, souverain hawaïen d'Owyhee, parvient à réunifier l'ensemble de l'Archipel hawaïen sous son autorité, fondant ainsi la monarchie hawaïenne. Premier souverain de ce nouvel État unifié, Kamehameha prend plusieurs mesures afin de s'assurer que son royaume demeure uni après sa mort notamment en faisant la seule et unique dynastie légitime. Ainsi, seuls les descendants directs du roi peuvent prétendre au trône, excluant donc les descendants des souverains des anciens petits royaumes d'avant l'unification. Le nouveau roi unifie également le système légal et utilise le produit des taxes pour promouvoir le commerce avec l'Europe et les États-Unis. Les non Hawaiiens ne sont pas autorisés à posséder de terres sur le royaume. Cette mesure sera en vigueur jusqu'en 1848 et l'application du Grand Māhele, une réforme agraire du roi Kamehameha III. Ces édits assurent l'indépendance de l'Archipel alors même que plusieurs autres îles du Pacifique succombaient aux pouvoirs coloniaux. Il institue également la Kānāwai Māmalahoe, la « loi de l'aviron éclaté ». Cette loi — « Que chaque personne âgée, femme et enfant puisse aller sur la route en toute sécurité » — a influencé ultérieurement de nombreuses lois de la guerre sur le traitement des civils et des non-combattants. Elle trouve son origine lors d'évènements antérieurs à l'unification de l'île d'Hawaï. Lors d'un raid en 1782, le roi se coince la jambe dans un trou de rocher. Deux pêcheurs, par crainte du grand roi, s'approchent et l'assomment avec une rame, brisant celle-ci sous la force du coup puis s'échappent en laissant le roi pour mort. Douze ans plus tard, le pêcheur qui avait asséné le coup est amené devant le roi, afin d'y être puni pour cet acte. Arguant qu'il n'avait fait que protéger sa famille devant le raid royal, Kamehameha récompense finalement le pêcheur et le relâche. Il édicte alors cette loi qui sera ensuite intégrée à la constitution du royaume. Cette loi fait encore jurisprudence aujourd'hui au sein de l'État d'Hawaï.

### Succession de KamehamehaIer
Après la mort de Kamehameha Ier en 1819, cinq des membres de sa famille prirent le pouvoir, chacun sous le nom de leur prestigieux ancêtre jusqu'en 1873 date à laquelle Lunalilo, membre de la dynastie, tint la couronne.
Son fils aîné et successeur, Kamehameha II, règne entre 1819 et 1824. C'est sous son règne que débute la christianisation du pays, en passant d'abord par l'ensemble de la famille royale sous l'impulsion de la reine douairière Ka'ahumanu, ancienne épouse de Kamehameha Ier . La nouvelle religion (protestantisme) interdit la polygamie ainsi que l'inceste ce qui change profondément les traditions du peuple hawaïen. Kamehameha II meurt avec son épouse, Kamāmalu (également sa demi-sœur), en juillet 1824 lors d'un voyage à Londres afin de terminer les négociations d'une alliance entre Hawaï et le Royaume-Uni, des suites de la rougeole. N'ayant pas d'enfants, c'est son jeune frère, Kamehameha III, (second fils de Kamehameha Ier) qui lui succède sur le trône d'Hawaï. De 1824 à 1833, le véritable pouvoir politique était dans les mains de la sœur du nouveau roi, Kinau, qui est également nommée régente au vu du jeune âge du monarque, ainsi que de sa belle-mère, Ka'ahumanu, femme favorite de son père le roi Kamehameha Ier qui exerce la fonction de Kuhina Nui, l'équivalent d'un chef de gouvernement. La régence de Kinau est marquée par un retour à un pouvoir royal fort et autoritaire qui montre que la régente souhaite maintenir l'absolutisme initié par son père Kamehameha Ier. Même après la fin de la régence en 1833, Kinau ne cesse d'avoir de l'influence dans les affaires du royaume jusqu'à sa mort en 1839.

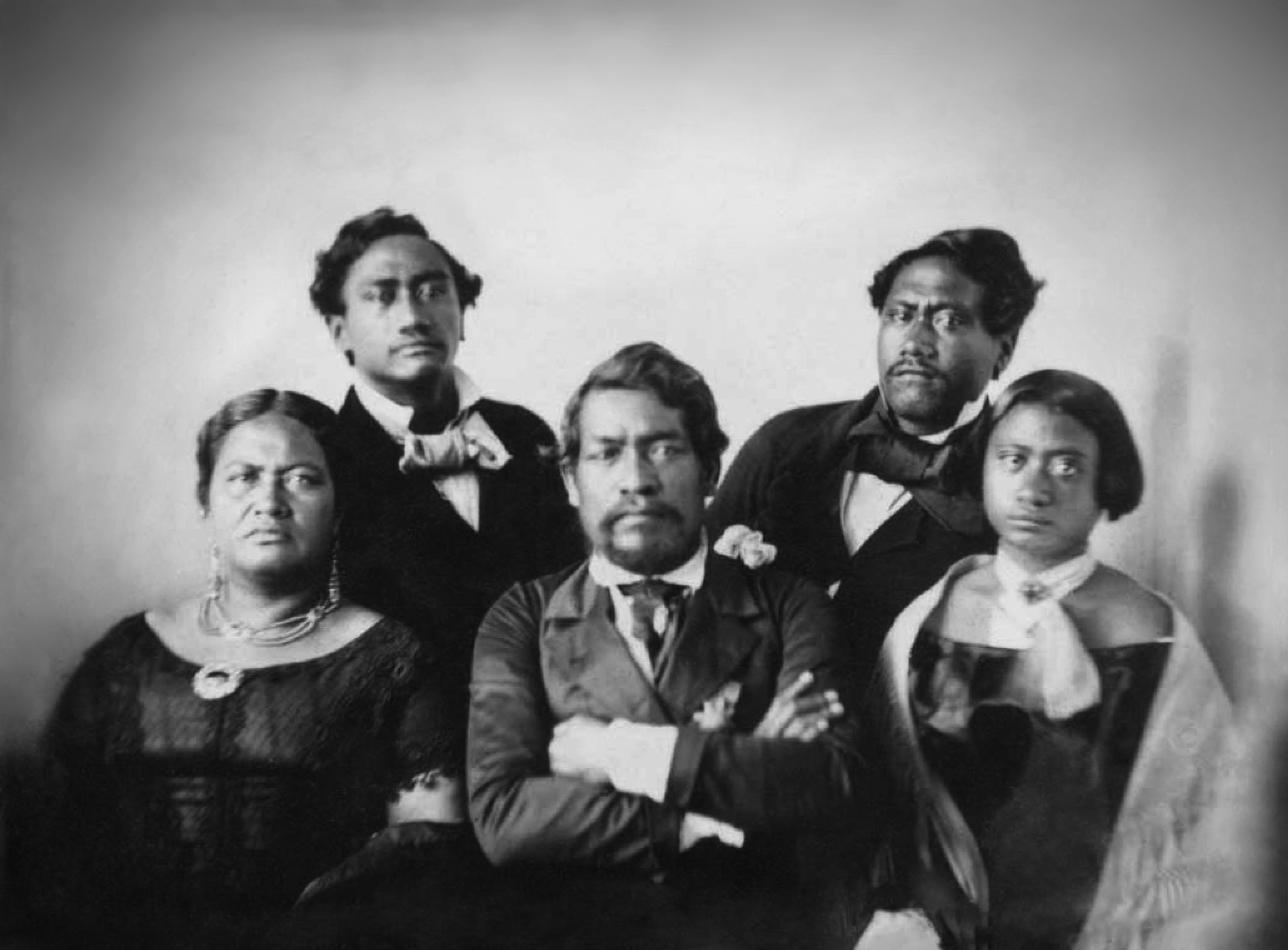
La famille royale : la reine Kalama (à gauche) et son époux le roi Kamehameha III (au centre) avec leurs neveux : Alexander Liholiho futur Kamehameha IV (à gauche), Lot Kapuāiwa futur Kamehameha V et Victoria Kamāmalu (à droite).

Après la période de régence et la mort de sa sœur, Kamehameha III décréta la Constitution de 1840, la première d'Hawaï, faisant évoluer le pays du statut de monarchie absolue à celui de monarchie constitutionnelle, avec la création d'un conseil des ministres et d'une législature. Le dernier acte majeur du règne de Kamehameha III fut la promulgation de la Constitution de 1852 qui libéralisa grandement la politique et fit adopter un nouveau Code légal en 1846 qui introduisit notamment le dollar hawaïen en 1847 avec son effigie. Après 30 ans de règne, soit le plus long de l'histoire hawaïenne, Kamehameha III meurt sans descendance légitime en 1854. La succession revient alors aux petits-enfants de Kamehameha Ier, c'est-à-dire les enfants de sa fille Kinau. L'un d'entre eux succéda à son oncle en 1854 sous le nom de Kamehameha IV. Ce dernier, après un règne de huit ans, meurt à l'âge de 29 ans seulement en 1863, soit un an après le décès de son fils unique le prince Albert Kamehameha. C'est alors le frère de Kamehameha IV, Lot Kapuāiwa qui accède sur le trône sous le nom de Kamehameha V. Sous son règne, il réaffirme l'autorité royale, diminue l'influence de la législature tout en renforçant son pouvoir personnel. Critiqué par certains pour sa politique presque absolutiste, il conserve néanmoins la Constitution établie par son oncle le roi Kamehameha III mais se permet de la modifier tout en instaurant un droit de veto.

### Extinction
Dans les dernières années des règnes successifs de Kamehameha IV et son frère Kamehameha V, plusieurs membres de la famille royale et héritiers présomptifs meurent. Le roi Kamehameha V se retrouve ainsi contraint de désigner une autre de ses sœurs, Bernice Pauahi, comme héritière, mais cette dernière est très réticente. Sur son lit de mort en 1872, le roi affirme de nouveau sa volonté de voir Pauahi lui succéder. Mais, décontenancée, cette dernière lui répond finalement : "Non, non, pas à moi, ne pense pas à moi. Je n'en ai pas besoin." Le roi insista mais elle refusa de nouveau le trône : "Oh non, ne pense pas à moi. Il y en a d'autres." Kamehameha V mourut une heure plus tard et fut inhumé au Mausolée royal. Le refus de Pauahi d'accepter laissa Hawaï sans roi.

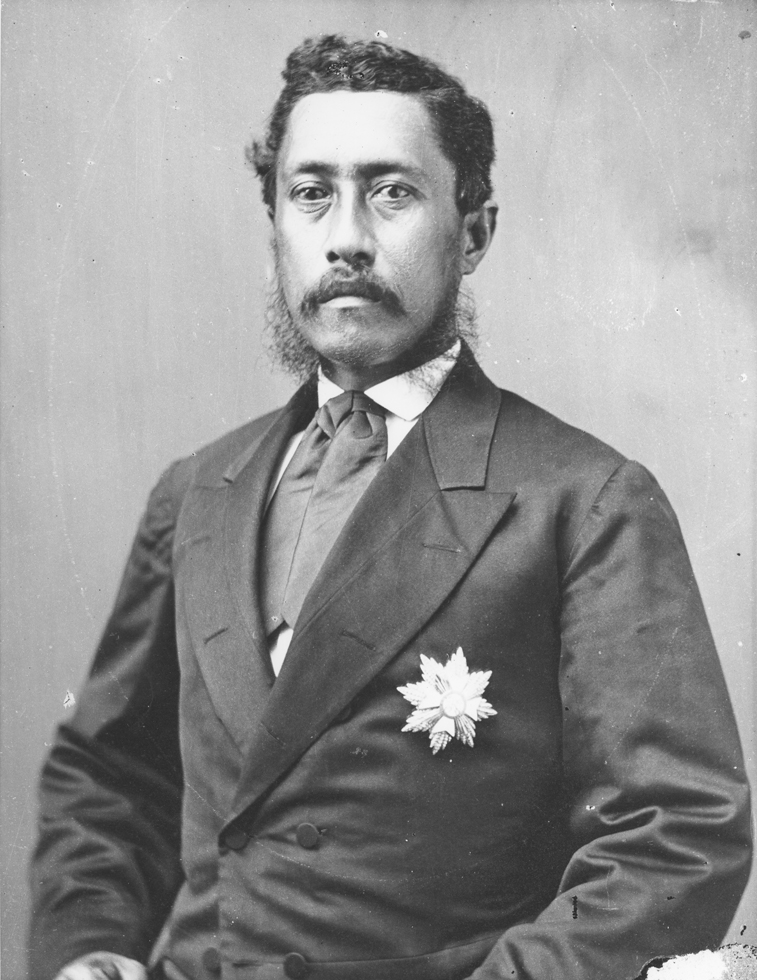
Lunalilo, dernier roi descendant de Kamehameha Ier.

Cette situation força la noblesse hawaïenne à élire un nouveau roi parmi les cousins et autres princes apparentés à la lignée directe des Kamehameha. Lié à la famille royale, Lunalilo, arrière-petit-fils de Kamehameha Ier, est l'un des principaux prétendants au trône avec le prince David Kalakaua, cousin éloigné des Kamehameha. En tant que prétendant au trône, Lunalilo voulait amender la constitution pour rendre le gouvernement plus démocratique en supprimant les conditions de propriété pour voter. Il a été décidé qu'il y aurait une élection populaire sous forme de référendum pour donner au peuple une chance de faire entendre sa voix en confirmant le choix de Lunalilo comme souverain. Le vote est organisé le 1er janvier 1873 et se solde par une victoire à l'unanimité pour la reconnaissance de Lunalilo en tant que nouveau roi. Le dernier monarque descendant de Kamehameha est fils unique et n'a pas encore de descendants directs ce qui inquiète une partie de la noblesse. Lunalilo tente de les rassurer mais il refuse lui-même de désigner un prince apparenté à la famille royale en tant que successeur désigné, étant persuadé de pouvoir encore donner des enfants à la Couronne. Cependant le destin ne laisse pas le temps au nouveau roi pour donner des héritiers. Vers août 1873, Lunalilo contracte un rhume sévère qui se développe en tuberculose pulmonaire. Dans l'espoir de retrouver sa santé, il déménage à Kailua-Kona. Quelques mois plus tard, le 3 février 1874, il meurt de la tuberculose à l'âge de 39 ans, à Haimoeipo, sa résidence privée de Honolulu. Son règne n'a duré qu'un an et vingt-cinq jours.
Les sœurs des anciens rois, Bernice Pauahi et Ruth Keelikolani, refusent toujours d'accéder au trône ; ces dernières n'ayant également pas de descendance. La veuve de Lunalilo, Auhea, refuse également de succéder à son défunt époux. Le choix de la noblesse se réduit alors au prince Kalākaua et à la reine douairière Emma. C'est finalement le premier qui est désigné comme nouveau roi. Kalākaua monte officiellement sur le trône du royaume d’Hawaï et par la même occasion fonde la dynastie des Kalākaua qui tiendront le pouvoir jusqu’à la chute de la monarchie hawaïenne.